# Скозирята
Скозиря́та (рос. Скозырята) — присілок у складі Орловського району Кіровської області, Росія. Входить до складу Орловського сільського поселення.
Населення становить 82 особи (2010, 92 у 2002).
Національний склад станом на 2002 рік — росіяни 89 %.